# Hieracium caesitiifolium
Hieracium caesitiifolium es una especie de planta con flor del género Hieracium, de la familia Asteraceae, orden Asterales.

## Distribución
Hieracium caesitiifolium se distribuye por Finlandia y Rusia noreuropea.

## Taxonomía
Fue descrita científicamente por Norrl. Fue publicada en A.J.Mela, Suom. Kasvio, ed. 5: 700 (1906).